# Belkacem El Hafnaoui
Pour les articles homonymes, voir Hafnaoui.
Belkacem El Hafnaoui, né en 1850 à Bou Saâda et mort en janvier 1942 à Alger, est un ouléma algérien. Il est notamment connu pour avoir été le mufti d'Algérie.

## Biographie
Belkacem El Hafnaoui est l'ancien mufti de la Grande Mosquée d'Alger. Vers 1907-1909, il publie à Alger Biographie des savants musulmans de l'Algérie, du IVe siècle de l'Hégire à nos jours chez l'éditeur-imprimeur Fontana. Cet ouvrage recense 400 auteurs.
Parmi ses élèves se trouve notamment le savant algérien Abderrahmane Djilali.